# Vidkun Quisling
Vidkun Abraham Lauritz Jonssøn Quisling (Fyresdal, 18 juli 1887 - Oslo, 24 oktober 1945) was een Noorse nationaalsocialist, collaborateur en leider van de partij Nasjonal Samling (Nationale Eenheid) in Noorwegen. 
Hij wilde dat Noorwegen zou worden overgenomen door Duitsland, omdat hij zich verbonden voelde met de nazi's. Op 9 april 1940 werd Noorwegen aangevallen en na een strijd van twee maanden bezet door Duitsland. De Britse troepen, die in hun Norwegian campaign hielpen met de verdediging van Trondheim, werden genoodzaakt zich op 10 juni 1940 terug te trekken.
Quisling hoopte door de Duitsers erkend te worden als de leider van Noorwegen, maar in plaats daarvan werd een Duits bestuur aangesteld onder Josef Terboven. 
De Nasjonal Samling werd wel door de Duitsers erkend als enige politieke partij en op 1 februari 1942 werd Quisling benoemd tot minister-president van Noorwegen. Na de Tweede Wereldoorlog werd Quisling ter dood veroordeeld en op 24 oktober 1945 werd hij geëxecuteerd.

## Levensloop

### Vroege jaren
Vidkun Quisling werd geboren als de zoon van de predikant en genealoog Jon Lauritz Qvislin (1844-1930) en diens vrouw Anna Caroline Bang (1860-1941). Anna Bang had Jon Qvislin leren kennen toen ze onderwijs bij hem volgde. Quisling had twee jongere broers en een jongere zus. Op school deed hij het goed in natuurkunde en wiskunde. In 1905 meldde hij zich aan bij de Noorse Militaire Academie en werd dat jaar met de hoogste toelatingsscore van alle nieuwelingen toegelaten. Een jaar later maakte hij de overstap naar het Noorse Militaire College, waar hij met de hoogste eindscore ooit afstudeerde.

### Sovjet-Unie
Na zijn afstuderen voegde hij zich bij de generale staf van het Noorse leger. Tijdens de Eerste Wereldoorlog was Noorwegen neutraal. Quisling had een afkeer van de vredesbeweging, maar was tegelijkertijd blij dat Noorwegen buiten de oorlog bleef vanwege het verlies van mensenlevens wat dat zou betekenen. In maart 1918 werd hij als attache naar het Noorse gezantschap in Sint-Petersburg gestuurd, waar hij vijf jaar verbleef. In die jaren leerde hij de Sovjet-Unie goed kennen.

### Oekraïne en Parijs

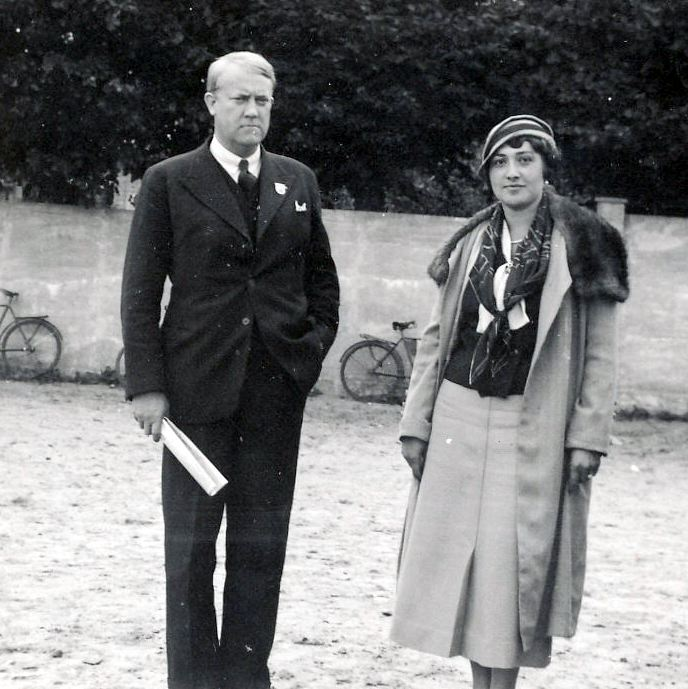
Quisling samen met zijn tweede vrouw Maria.

Quisling ruilde de Sovjet-Unie in september 1919 als standplaats in voor het Noorse gezantschap in Finland. In de herfst van 1921 keerde hij terug naar Noorwegen. Op verzoek van de ontdekkingsreiziger en weldoener Fridtjof Nansen vertrok hij januari 1922 naar de Oekraïense hoofdstad Charkov om te helpen bij een hulpmissie van de Volkerenbond. Op dat moment overleden duizenden mensen per dag door de honger. In augustus 1922 trouwde hij met de Russische Alexandra Andreevna Vornina. Volgens twee neven die later onderzoek deden naar de relatie was er geen sprake van romantische gevoelens bij Quisling, maar wilde hij het meisje helpen aan een Noors paspoort.
In september 1922 verliet Quisling Oekraïne, maar keerde in februari 1923 weer terug. Nansen omschreef hem als "absoluut onmisbaar". Alexandra bleek in maart 1923 zwanger te zijn en onderging op aandrang van Quisling, tegen haar zin in, een abortus. Quisling ontmoette intussen de Oekraïense Maria Vasiljevna Pasetchnikova. Zij waren op slag verliefd. Quisling beweerde later dat ze op 10 september 1923 in Charkov in het huwelijk waren getreden, hoewel daar geen papieren bewijs van was. Quislings biograaf Hans Frederik Dahl gelooft dat het huwelijk nooit officieel was. Desondanks leefden Quisling en Pasetchnikova of dat wel zo was en beweerden dat Alexandra hun dochter was. Kort na september 1923 kwam de hulpmissie tot een einde. Het drietal vertrok na Parijs om daar een jaar door te brengen.
Kort na aankomst publiceerde Quisling een artikel in het Noorse dagblad Tidens Tegri, waarin hij pleitte voor diplomatieke erkenning van de Sovjet-Unie. In november 1923 vertrok hij voor een project van Nansen naar Sofia en de twee maanden daarna bracht hij al reizend met zijn vrouw Maria door. In de zomer van 1924 keerden Quisling en Maria definitief terug naar Oslo. Alexandra werd ondergebracht bij een tante in Nice. Quisling beloofde in haar levensonderhoud te voorzien, hoewel de betalingen zeer onregelmatig waren.
Terug in Noorwegen voelde Quisling zich aangetrokken tot de communistische vakbeweging, iets waar hij later met schaamte op terugkeek. Zijn biograaf Dahl beschrijft zijn gedachtegoed als een "mengeling van socialisme en nationalisme", met beslist sympathie voor de Sovjet-Unie. Dahl suggereert dat dit een reactie was op de conservatieve opvoeding van Quisling. Hij bevond zich bovendien op een moment in het leven waar hij werkloos was en geen doel had. In het leger was geen plek meer voor hem, omdat daar fors op bezuinigd was in de jaren daarvoor.

### Armenië en Moskou
Nansen bood ook ditmaal uitkomst. Samen met Quisling bezocht hij in juni 1925 Armenië, waar ze hulp boden aan de overlevenden van de Armeense Genocide. Ze dienden een aantal projecten in bij de Volkerenbond voor financiering. Alle aanvragen werden echter afgewezen. In mei 1926 vond Quisling werk in Moskou. Hij was contactpersoon met de Sovjet-autoriteiten voor het bedrijf Onega Wood van zijn vriend Frederik Prytz. Quisling ging aan de slag als diplomaat, nadat Prytz zijn bedrijfsactiviteiten in Sovjet-Unie begin 1927 stopzette. Het Verenigd Koninkrijk liet zijn diplomatieke belangen in de Sovjet-Unie behartigen door Noorwegen. Quisling functioneerde als aanspreekpunt. Tegen het einde van 1928 brak er een schandaal uit rond Quisling en Prytz toen zij er – al dan niet terecht – van beschuldigd werden via diplomatieke kanalen miljoenen roebel de zwarte markt op te hebben gesmokkeld.
Quisling vervreemdde in deze tijd van het bolsjewisme, onder andere door wat hij gezien had in Armenië, maar ook doordat de Sovjet-autoriteiten pogingen om iets te doen tegen de Oekraïense hongersnood van 1928 blokkeerden. Quisling verliet de Sovjet-Unie in 1928. Van het Vereningd Koninkrijk ontving hij de Orde van het Britse Rijk. Koning George VI trok deze onderscheiding in 1940 weer in.

### Terug in Noorwegen - politieke ambities
Quisling keerde in december 1929 na een twaalfjarig verblijf in het buitenland definitief terug naar Noorwegen. Quisling had politieke ambities en kwam met een plan met de naam Norsk Action. Hij wilde dat de organisatie om landelijk, regionaal en lokaal actief was. Hij financierde zijn plannen met de verkoop van een deel van zijn kunst- en antiekcollectie. Zijn collectie bevatte naar verluidt schilderijen van Rembrandt, Goya en Cézanne. Quisling had deze goedkoop op de kop getikt in het Rusland van na de revolutie. Quisling zocht ook weer de samenwerking met Prytz. Ze verzamelden een groep mannen om zich heen, voor het merendeel zakenmensen en (voormalige) militairen van middelbare leeftijd.
Na het overlijden van Nansen in mei 1930 schreef Quisling een beschouwing op diens leven voor de voorpagina van het dagblad Tidens Tegen. Daarin presenteerde hij een tienpuntenplan hoe Nansens Noorwegen er volgens Quisling uit moest zien. Dat moest onder meer een sterke en rechtvaardige overheid bevatten en een grotere nadruk op “ras en erfelijkheid”. Later dat jaar verscheen het boek Rusland en onszelf. In het openlijk racistische boek pleitte Quisling voor een oorlog tegen het bolsjewisme.
Quisling volgde in 1930 Nansen op als bestuurslid bij de Vaderlandsliga, een grote rechtse, anticommunistische partij. Intussen vormde hij samen met Prytz een eigen politieke partij onder de naam Nordisk folkereisning i Norge.

### Minister van Defensie
Quisling verliet na een paar weken al de nieuw gevormde partij. Hij was door de nieuwe premier Peder Kolstad gevraagd als minister van Defensie. Quisling was aanbevolen door Thorvald Aadahl, hoofdredacteur van het agrarische dagblad Nationen, hoewel Quisling geen lid was van Kolstads partij, de Boerenpartij. De benoeming kwam voor velen als verrassing. Zijn eerste actie was het beëindigen van de zogeheten Slag om Menstad, een uit de hand gelopen vakbondsconflict, door militairen te sturen die een einde maakten aan het geschil. Quisling gaf de communisten de schuld en liet lijsten aanleggen van revolutionairen binnen de vakbond. 
Als minister van Defensie riep Quisling een permanente militie in het leven onder de naam Leidang. Deze moest in actie komen op het moment dat er een staatsgreep plaats vond om dit te verhinderen. De Leidang bestond slechts een paar jaar en telde nooit meer dan duizend man.
Tegenstanders van Quisling verdachten hem er van het fascistisch gedachtegoed aan te hangen, hoewel hij een reputatie opbouwde als kundig bestuurder. De Nordisk folkereisning i Norge moest halverwege 1932 bevestigen dat Quisling geen lid meer was en dat het partijprogramma niet gegrond was op het nationaalsocialistisch gedachtegoed.
Op 2 februari 1932 werd Quisling in zijn kantoor aangevallen. De aanvaller dreigde met een mes en gooide peper in zijn ogen. Volgens kranten was de dader een jaloerse echtgenoot geweest van een van Quislings schoonmakers. De Arbeiderspartij-politicus Johan Nygaardsvold suggereerde in het parlement dat de hele aanval een toneelstukje was. Dit kwam hem op een aanklacht vanwege laster te staan, maar hij werd nooit veroordeeld. De dader zelf werd nooit gepakt.
Na de dood van Kolstad in maart 1932 bleef Quisling minister van Defensie onder Jens Hundseid. In de maanden daarna viel Quisling de sociaaldemocraten en communisten in het parlement fel aan. Volgens hem waren zij "vijanden van ons vaderland en ons volk". Dat leverde hem veel steun op van rechts Noorwegen.

### Nasjonal Samling
Binnen de Nordisk Folkereisining i Norge nam de invloed van Prytz intussen af. Hij maakte plaats voor de advocaat Johan Bernhard Hjort. Toen het kabinet in februari 1933 door de Liberale Partij ten val werd gebracht, vormde Quisling met hulp van Prytz en Hjort de Nordisk Folkereisining i Norge  om tot een politieke partij onder de naam Nasjonal Samling (in het Nederlands: Nationale eenheid).De nieuwe partij stelde in haar programma voor om revolutionaire partijen te verbieden die door buitenlandse mogendheden, zoals het Comintern, werden gefinancierd. Ook pleitte ze voor intrekken van de kiesrechten van burgers die afhankelijk waren van sociale uitkering en voor landbouwhervormingen.
Quislings populariteit was op dat moment gestegen tot recordhoogte. Zijn partij kon op relatief veel steun reken van de elite van Oslo. De verkiezingen in oktober 1933 verliepen echter teleurstellend. Nasjonal Samling haalde maar tweeënhalf procent van de stemmen en was daarmee de vijfde partij. Noorwegen kent een districtenstelsel. Dit betekende dat Nasjonal Samling geen enkele zetel wist te behalen.

### De Noorse Hitler
Zonder vertegenwoordigers in het parlement raakte de partij in verval. In de zomer van 1935 werd in de pers uit de mond van Quisling opgetekend dat "hoofden zouden rollen" zodra hij aan de macht kwam. Verschillende prominente partijleden verlieten daarop Nasjonal Samling waaronder zijn broer Jørgen. 
Quisling zocht internationaal aansluiting bij de fascistische beweging. Zo bezocht hij in december 1934 het Internationaal Fascistisch Congres in Montreux. De aanwezigheid van Italiaanse fascisten was schadelijk voor Quislings reputatie omdat Italië kort daarna Abessinië innam. Op de terugreis ontmoette Quisling de Duitse rassentheoreticus Alfred Rosenberg. Mede dankzij deze contacten was hij ten tijde van de parlementsverkiezingen van 1936 bekend komen te staan als de “Noorse Hitler”. Dit kwam deels door zijn groeiend antisemitisme. Bij de verkiezingen deed de partij het nog slechter in 1933.
Het uitblijven van succes leidde tot verdeeldheid binnen de partij. Hjorf verliet in 1937 samen met vijftig anderen de partij. Velen volgden in de maanden daarna. Tegelijkertijd zat het hem privé ook tegen. Hij verkocht veel schilderijen uit zijn eigen collectie om financieel overeind te blijven, maar veel schilderijen bleken kopieën te zijn. Een schilderij van Frans Hals, waarvan Quisling meende dat het een kopie was, werd voor vierduizend dollar verkocht. Het bleek een echt exemplaar te zijn, waarvan de waarde geschat werd op honderdduizend dollar.

### Opmars naar oorlog
In de jaren in de aanloop naar de Tweede Wereldoorlog zocht Quisling steeds de samenwerking met Duitsland. Hij veroordeelde weliswaar de Kristallnacht, maar feliciteerde wel Adolf Hitler met diens vijftigste verjaardag. Hij hield lezingen met de titel Het Joodse probleem in Noorwegen en pleitte ervoor dat Noorwegen de Duitse zijde moest kiezen in het geval van een Brits-Russische samenwerking. In de zomer bezocht hij op uitnodiging een aantal steden in Duitsland waar hem een enthousiaste ontvangst wachtte. In oktober 1939 ontmoette hij Hitler. Quisling presenteerde daar een plan voor vrede met Engeland en vroeg Hitlers steun bij een pro-Duitse coup in Noorwegen. Hitler vond beide plannen te optimistisch, maar beloofde wel in te grijpen dat een Britse invasie van Noorwegen dreigde. Toch bleef Duitsland de Nasjonal Samling financieel steunen.
In de maanden daarna was Quisling ziek, waarschijnlijk had hij nefritis. In de tussentijd verstoorde het Altmark-incident de pogingen van Noorwegen om neutraal te blijven. Op 31 maart 1940 reisde Quisling naar Kopenhagen, waar hij Duitse inlichtingenofficieren informatie verschafte over de Noorse defensie. Negen dagen later begon de Duitse invasie van Noorwegen.

### Duitse invasie van Noorwegen, mislukte staatsgreep
In de vroege ochtend van 9 april 1940 viel Duitsland Noorwegen aan. Zij wilden koning Haakon VII en de regering van premier Johan Nygaardsvold in handen krijgen. De Noren slaagden erin op de Duitse kruiser Blücher met kanonvuur vanuit Fort Oscarsborg tot zinken te brengen. Achthonderd dertig van de meer dan tweeduizend opvarenden verloren het leven. Aan boord waren veel functionarissen die een rol zouden spelen bij het overnemen van het bestuur. Het zinken van het schip gaf de koning en de regering voldoende tijd om uit te wijken naar Hamar. 
De vertraagde machtsovername deed Quisling besluiten, in samenspraak met Duitse samenwerkingspartners (hoewel het niet de voorkeur was van de Duitse ambassadeur Curt Bräuer en het Duitse ministerie van Buitenlandse Zaken) om een staatsgreep te plegen. Quisling stelde een lijst op met geschikte ministers. Om half acht in de avond van 9 april kondigde hij over de radio de vorming van een nieuwe regering aan, met hemzelf aan het hoofd. Bovendien trok hij het bevel tot mobilisatie in. Adolf Hitler erkende de nieuwe regering binnen 24 uur.
De Duitse ambassadeur reisde naar Elverum, waar de regering van Nygaardsvold zich ophield. Koning Haakon VII erkende de nieuwe regering van Quisling niet en zei dat hij nog eerder zou aftreden. Daardoor hield Quisling op van nut te zijn voor de Duitsers. Bovendien lieten veel bondgenoten hem in de steek. De nieuwe machthebbers bouwden liever een eigen bestuurlijk netwerk, in plaats van de vazalregering aan de macht te houden. Quisling trad daarom op 15 april af. Hij ontving wel een dankbrief van Hitler waarin deze hem een positie in de nieuw te vormen regering garandeerde.

### Samenwerken met Josef Terboven

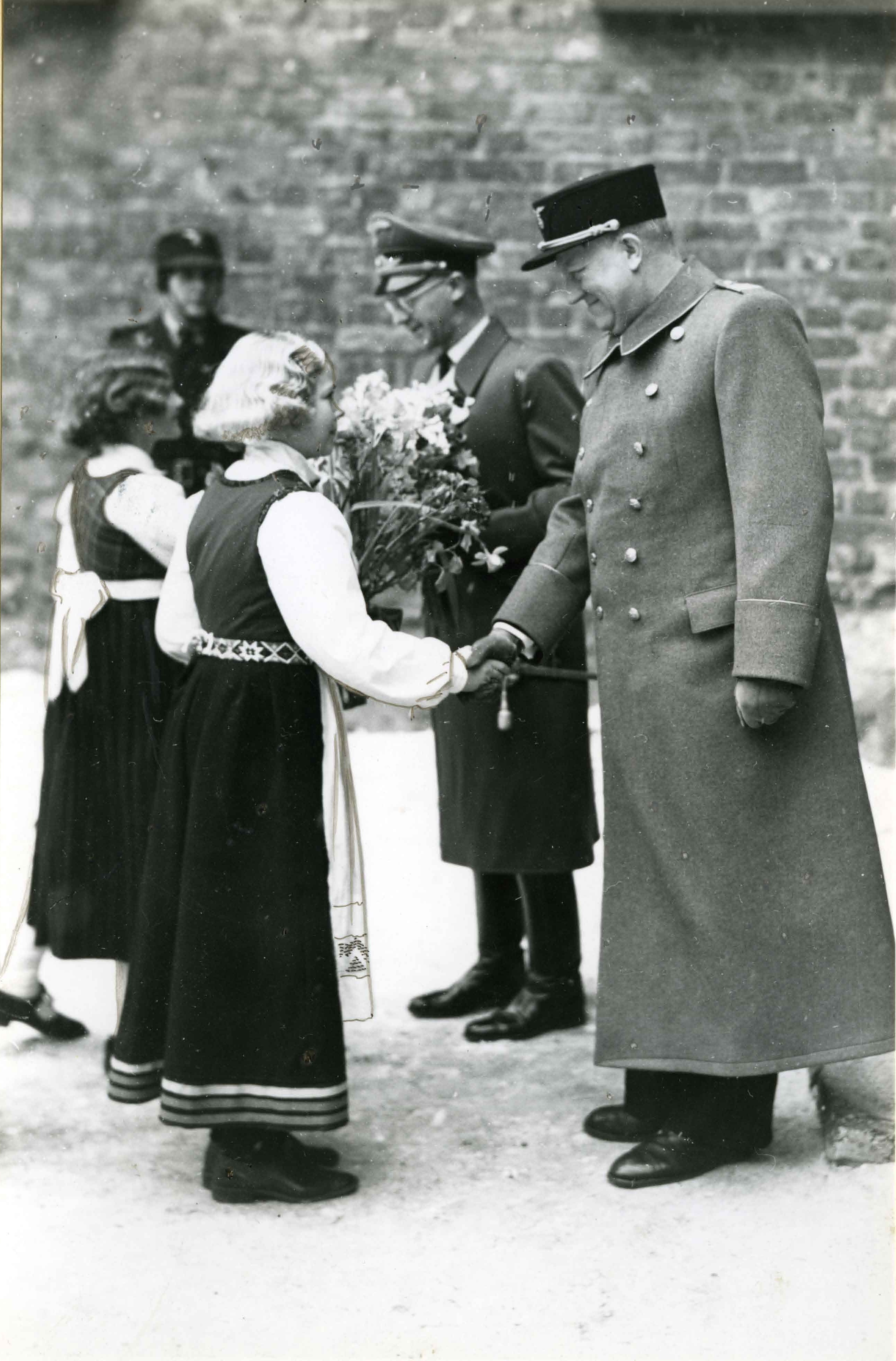
Twee Noorse meisjes groeten Josef Terboven en Vidkun Quisling.

Adolf Hitler benoemde Josef Terboven op 24 april 1940 als reichskommissar voor Noorwegen. Terboven stond direct onder zijn gezag. De reichskommissar wilde in zijn nieuwe regering, ondanks de toezegging van Hitler aan Quisling, geen plaats bieden aan Nasjonal Samling. Hij kon moeilijk overweg met Quisling en dwong hem af te treden als partijleider. Terboven stuurde Quisling naar Duitsland. Alfred Rosenberg en admiraal Erich Raeder namen het op voor Quisling. Op 16 augustus ontmoette hij Hitler. Terboven moest Quisling accepteren als het hoofd van de regering. Terboven accepteerde de wensen van Hitler en liet in een radiotoespraak weten dat de Nasjonal Samling de enige toegestane partij was.
De werkelijke macht bleef bij Terboven liggen, maar Quisling zou dienen als waarnemend premier aan het hoofd van een kabinet bestaande uit dertien ministers, waarvan de meeste afkomstig waren uit de Nasjonal Samling.
Intussen profiteerde Nasjonal Samling ook van de Duitse machtsovername. Het ledenaantal groeide naar boven de dertigduizend. In december 1940 vloog Quisling weer naar Duitsland en stemde toe met het werven van Noorse vrijwilligers voor de SS. Quisling verwachtte dat als hij zou meewerken er voor Duitsland geen reden was om Noorwegen te annexeren. In maart 1941 hield hij een toespraak in Frankfurt over de Joden. Hij pleitte voor verplichte ballingschap, maar waarschuwde voor uitroeiing. Emigreren naar Palestina was volgens Quisling geen oplossing, omdat daar al eeuwenlang Arabieren woonden. Daarom was het beter om uit te kijken naar een ander beloofd land.
Quislings moeder Anna overleed in mei 1941. Moeder en zoon hadden een goede band en het verlies trof de Noorse nationaalsocialist hard. In dezelfde periode verhardde de stemming in het land. Leiders van de Communistische Partij werden vastgezet en vakbondsleden onder druk gezet. Na de Melkstaking in Oslo op 10 september 1941 executeerden de Duitsers Viggo Hansteen en Rolf Wickstrøm. De executies worden beschouwd als waterscheiding, vanaf dat moment ging de bezetting gepaard met steeds feller optreden van de Duitsers. In hetzelfde jaar werd de Statspolitiet in het leven geroepen, die de Gestapo moest assisteren, en de bevolking moest haar radio's inleveren. Deze maatregelen kwamen van Terboven, maar Quisling stemde er wel mee in. Dit leidde daardoor tot een steeds groter sociaal isolement voor de aanhangers van Nasjonal Samling. Quisling meende dat dit sentiment vooral tegen de Duitsers was gericht, maar wel zou verdwijnen wanneer Berlijn de macht overdroeg aan zijn partij. Op dat vlak gebeurde echter weinig, behalve dat de Noorse hoofden van de verschillende ministeries zich officieel "minister" mochten noemen.

### Minister-president
Terboven kondigde in januari 1942 aan dat het Duitse bestuur zich binnenkort terug zou trekken. Quisling twijfelde vanwege de ingewikkelde vredesonderhandelingen die pas afgerond kon worden als er vrede was aan het Oostfront. Terboven stond erop dat tot dat moment het Reichskommissariat aan de macht bleef in Noorwegen. Dat verhinderde niet dat Quisling op 1 februari 1942 benoemd werd als minister-president, hoewel feitelijk de macht bij Terboven bleef liggen. De enige wijziging in de grondwet was de terugkeer van een verbod voor Joden om Noorwegen binnen te komen. Dit verbod was in 1851 uit de grondwet verwijderd. Kritiek en verzet tegen de Nasjonal Samling werd gecriminaliseerd. Quisling liet weten te betreuren dat deze stap moest worden genomen.
Het nieuw herwonnen zelfvertrouwen dat Quisling ontleende aan zijn nieuwe positie verdween in de zomer van 1942. Hij wilde Noorse kinderen dwingen om toe te treden tot de Nasjonal Samlings Ungdomsfylking, de jeugdorganisatie van de Nasjonal Samling die gemodelleerd was naar het model van de Hitlerjugend. Deze stap leidde ertoe dat leraren massaal ontslag namen. Zijn poging om de Lutherse bisschop Eivind Berggrav aan te klagen was controversieel, zelfs onder de Duitsers, en wakkerde het verzet verder aan.
In oktober 1942 executeerden de Duitsers tien prominente inwoners van Trøndelag. In augustus 1943 werd de doodstraf officieel uitgesproken door het regime van Quisling, een duidelijke schending van de grondwet. Daardoor ebde de steun die er onder de bevolking nog was voor Quisling en de Nasjonal Samling snel weg.
In januari 1942 moesten met medeweten en steun van Quisling alle Joden in Noorwegen zich registeren. Op 26 oktober 1942 arresteerden Duitse troepen met hulp van de Noorse politie driehonderd Joodse mannen die naar concentratiekampen in Noorwegen werden gestuurd, waar ze door leden van Hirden werden bewaakt. Op 26 november vertrokken de mannen samen met hun gezinnen naar vernietigingskampen in Polen. In februari 1943 volgde een tweede grote groep. De Duitse autoriteiten organiseerden de transporten naar Polen, buiten Quisling om. Naar de buitenwacht deed Quisling het wel voor komen dat de deportatie van de eerste groep zijn idee was. Waarschijnlijk geloofde Quisling in eerste instantie echt dat de Joden in Polen bij elkaar werden gebracht in afwachting van het moment dat ze naar Madagaskar overgebracht konden worden, waar een nieuw thuisland op hen wachtte.
Quisling geloofde dat de enige manier om Hitlers respect te verkrijgen was door een grote groep Noorse vrijwilligers te verwerven om te dienen onder Duitse vlag. Het belang daarvan nam volgens de Noorse fascist alleen maar toe na de Duitse nederlaag bij Stalingrad. In april 1943 hield Quisling een kritische speech waarin hij de Duitsers verweet stil te zijn over hun plannen voor na de oorlog. De Führer gaf geen duidelijkheid toen Quisling hem in deze periode bezocht. Quisling voelde zich verraden, een gevoel dat pas wegzakte toen Hitler zich in september 1943 uitsprak voor een vrij Noorwegen na de oorlog.
In de laatste twee jaar van de oorlog bleef Quislings relatie met Josef Terboven getroebleerd. Het geweld nam steeds verder toe en greep van de Duitsers op Noorwegen verstevigde. In januari 1945 bracht Quisling een laatste bezoek aan Hitler waar hij een vredesverdrag probeerde te sluiten. Hij kwam echter in botsing met Josef Terboven toen hij weigerde het executiebevel van duizenden Noren te tekenen. Op de terugreis zou hij volgens eigen zeggen in tranen zijn uitgebarsten omdat door het uitblijven van een vredesverdrag hij definitief als verrader zou worden beschouwd.
Quisling was naarmate de tijd vorderde gaan beseffen dat een Duitse nederlaag onvermijdelijk was. In de laatste maanden van de oorlog probeerde Quisling zoveel als mogelijk Noorse doden te voorkomen. Hij zette zich in voor de terugkeer van Noorse krijgsgevangenen uit Duitsland. Na Hitlers dood deed hij een – nogal naïef – voorstel om in de komende transitieperiode de macht te delen met de regering in ballingschap.

### Na de oorlog
Op 7 mei 1945 gaf Quisling de politie de opdracht geen verzet te plegen tegen de geallieerden, alleen in het geval van zelfbescherming. Dezelfde dag kondigde Duitsland de onvoorwaardelijke overgave aan, waardoor Quislings positie onhoudbaar was. Hij was realistisch en had de volgende dag een ontmoeting met de leiders van het Noorse verzet, waarin hij overlegde over de voorwaarden van zijn overgave. Quisling wilde niet als gewone crimineel behandeld worden, maar ook geen voorkeursbehandeling ten opzichte van andere NS-leden ontvangen. Quisling zei dat hij zich wilde overgeven om verder bloedvergieten te voorkomen. In ruil voor zijn overgave zegden de verzetsleiders toe dat alle NS-politici een eerlijke rechtsgang zouden ontvangen en dat Quisling een vorm van huisarrest kreeg in plaats van vastgezet te worden in een gevangeniscomplex.
Op 9 mei 1945 werd hij gearresteerd en in een politiecel opgesloten. Tien weken later werd hij overgebracht naar Akershus waar hij zijn proces moest afwachten. Samen met advocaat Henrik Bergh kwam hij tot de verdediging dat Quisling altijd had geprobeerd in het belang van Noorwegen te handelen. In eerste instantie werd hij aangeklaagd voor de coup, later voor de moord op Gunnar Eilifsen en weer later voor andere moorden en een complot met Hitler om Noorwegen over te nemen.
Op 20 augustus 1945 begon het proces, Quisling benadrukte dat hij altijd voor een onafhankelijk Noorwegen had gestreden. Het bewijs was daarentegen groot en zeer weinig Noren stonden nog achter hem. Zijn gezondheid ging achteruit en de rechtszaak leek een verloren zaak. Aanklager Annæus Schjødt eiste de doodstraf en op 10 september werd Quisling op de meeste zaken schuldig bevonden en ter dood veroordeeld. Zijn hoger beroep bij de Hoge Raad werd afgewezen en op 25 oktober 1945 werd Quisling door een vuurpeloton geëxecuteerd. Zijn laatste woorden waren "ik ben onterecht veroordeeld en ik sterf onschuldig". 

## Trivia
De naam van Quisling leeft in veel talen, inclusief het Nederlands, voort als synoniem voor collaborateur en verrader.

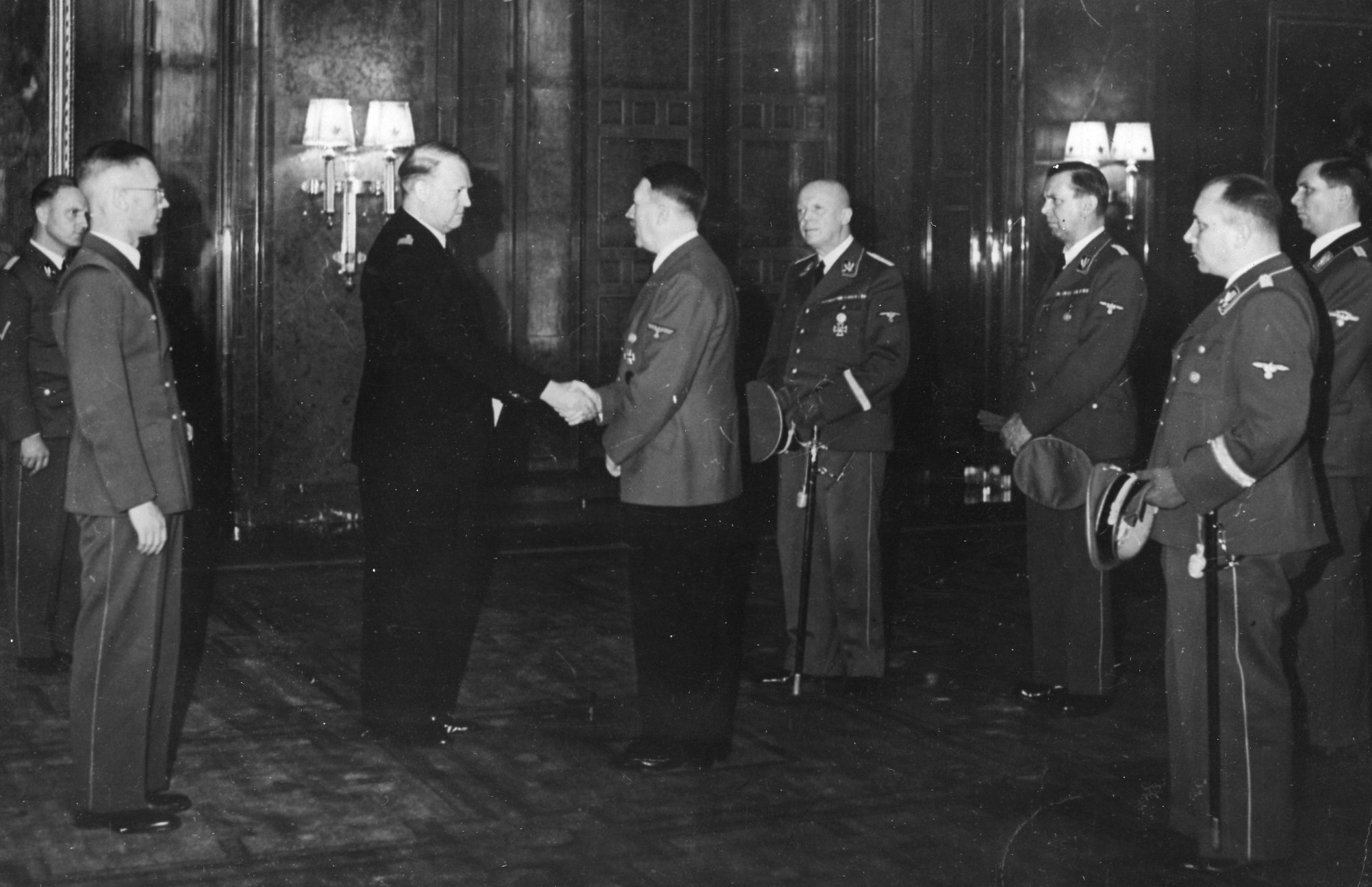
Vidkun Quisling schudt Adolf Hitler de hand bij een bezoek aan Berlijn met Josef Terboven in 1942
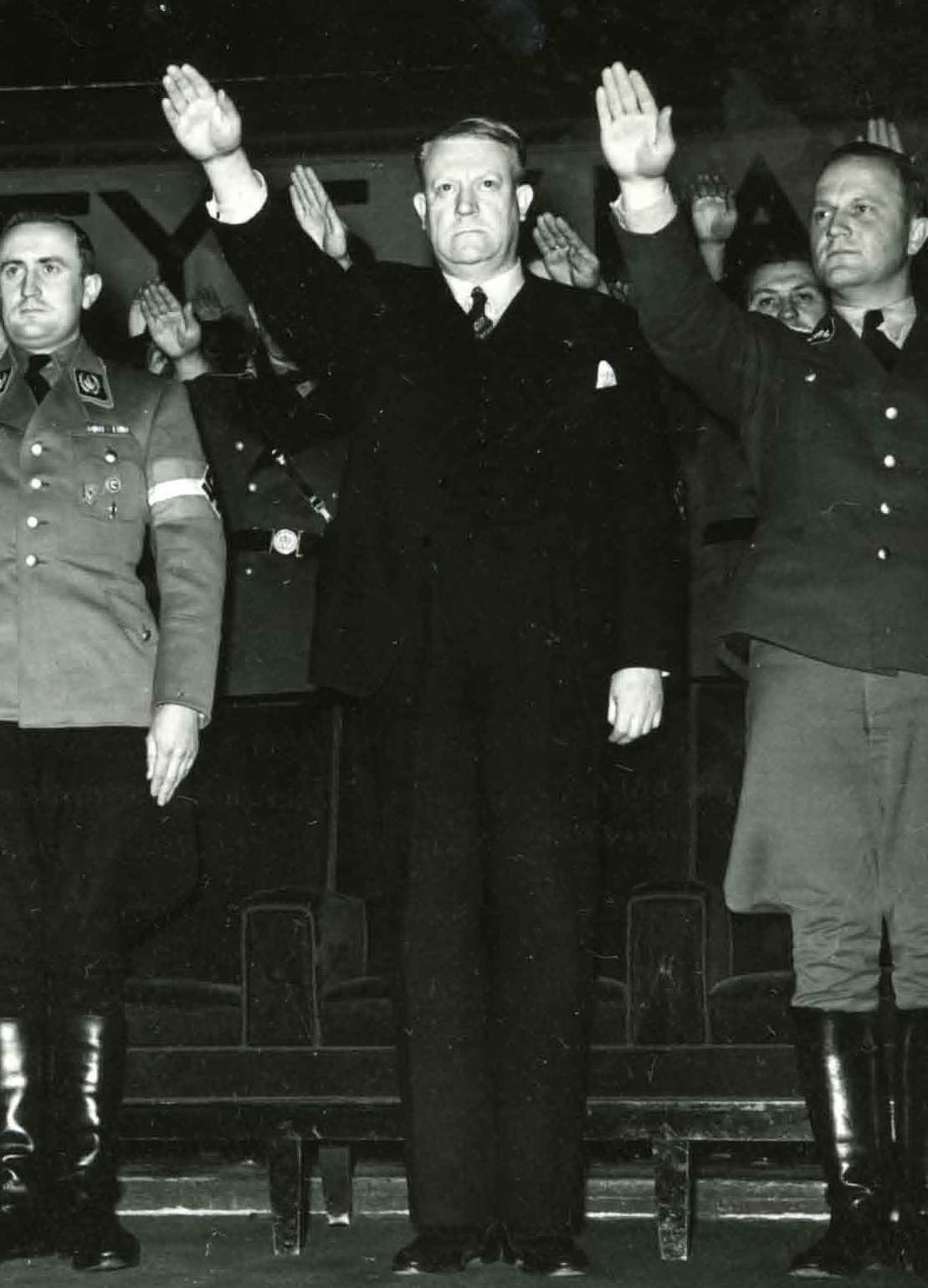
Quisling (midden) tijdens de achtste nationale partijbijeenkomst in het Bislettstadion (1942)

- Bibsys: 90175172
- Biblioteca Nacional de España: XX879526
- Bibliothèque nationale de France: cb121465279 (data)
- Gemeinsame Normdatei: 118743244
- International Standard Name Identifier: 0000 0001 2121 2027
- Library of Congress Control Number: n50050569
- Nationale Bibliotheek van Letland: 000256082
- National Archives and Records Administration: 10580538
- Nationale Bibliotheek van Tsjechië: jx20061027008
- Nationale Bibliotheek van Israël: 987007266834205171
- Nationale Bibliotheek van Polen: a0000002991404
- Nationale en Universitaire bibliotheek Zagreb: 000734665
- Nederlandse Thesaurus van Auteursnamen: 070995265
- LIBRIS: 249619
- SNAC: w6s22c73
- Système universitaire de documentation: 029948045
- Virtual International Authority File: 13102657
- WorldCat: E39PBJmpgqH7rfpKDMfPGKhCQq